# Gérard Blitz (sportman)
Gérard Blitz (Amsterdam, 1 augustus 1901 – Ganshoren, 8 maart 1979) was een Belgisch zwemmer en waterpoloër. Hij nam driemaal deel aan de Olympische Spelen en was 36 maal kampioen van België. Tussen 1921 en 1927 was hij wereldrecordhouder op de 400 meter rugslag. Hij behaalde ook twee olympische medailles met het Belgische waterpoloteam.
Hij was de jongere broer van Maurice Blitz en de oom van de gelijknamige ondernemer Gérard Blitz, de naar Gérard vernoemde oprichter van Club Med.

## Belgische kampioenschappen
Langebaan
| Onderdeel         | Jaar                                                             |
| ----------------- | ---------------------------------------------------------------- |
| 200 m vrije slag  | 1920, 1921, 1924, 1925, 1926, 1928, 1929                         |
| 400 m vrije slag  | 1921, 1922, 1923, 1924, 1925, 1926, 1928, 1929, 1930             |
| 1500 m vrije slag | 1921, 1922, 1923, 1924, 1928, 1929, 1930, 1931, 1937             |
| 200 m rugslag     | 1920, 1921, 1922, 1923, 1924, 1925, 1926, 1928, 1932, 1934, 1935 |

Gérard Blitz · 
René Bauwens · 
Maurice Blitz · 
Pierre Dewin · 
Albert Durant ·
Paul Gailly · 
Pierre Nijs · 
Joseph Pletincx
Gérard Blitz · 
Maurice Blitz · 
Pierre Dewin · 
Albert Durant · 
Paul Gailly · 
Joseph Pletincx · 
Joseph De Combe · 
Joseph Cludts · 
Georges Fleurix · 
Jules Thiry · 
Jean-Pierre Vermetten
Gérard Blitz · 
Pierre Coppieters · 
René Bauwens · 
Jules Brandeleer · 
Louis van Gheem · 
Joseph Malissart · 
André Mélardy · 
Henri De Pauw · 
Fernand Visser
Jean-Pierre Vermetten · 
Joseph Cludts · 
René Bauwens · 
Gérard Blitz
- Bibliothèque nationale de France: cb16943961s (data)
- International Standard Name Identifier: 0000 0004 5100 4175
- Virtual International Authority File: 316738317